# Mieczysław Fogg

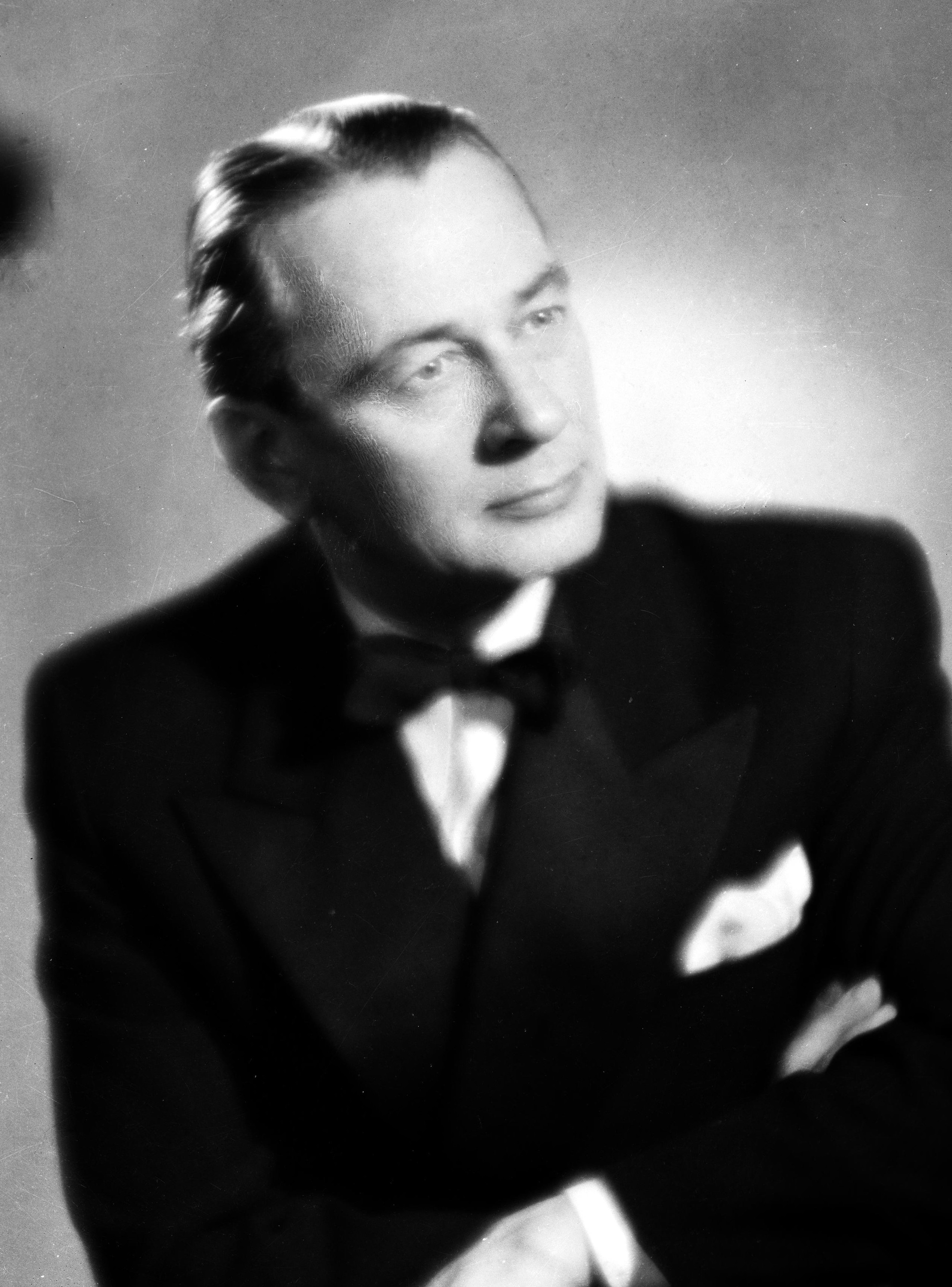
Mieczysław Fogg

Mieczysław Fogg, eigentlich Mieczysław Fogiel, (* 30. Mai 1901 in Warschau; † 3. September 1990 ebenda) war ein polnischer Chansonsänger.

## Leben
Foggs Vater war Lokführer, seine Mutter betrieb in Warschau einen Laden. Von 1919 bis 1921 war Fogg Freiwilliger in der polnischen Armee und nahm am Sowjetisch-Polnischen Krieg teil. wo er an den Kämpfen zur Befreiung der Stadt Wilna beteiligt war. Sein Vater hatte für ihn eine Ingenieur-Laufbahn vorgesehen, die Fogg 1922 mit einem Eintritt in die Warschauer Direktion der Staatlichen Eisenbahn tatsächlich auch begann. Daneben sang er im Kirchenchor, wo sein sängerisches Talent im Dezember 1922 von dem Schauspieler und Regisseur Ludwik Sempoliński entdeckt wurde. Durch Sempolińskis Vermittlung erhielt Fogg eine professionelle musikalische Ausbildung an der Warschauer „Musikschule Fryderyk Chopin“.
Seine künstlerische Karriere begann im Jahre 1927 im fünfköpfigen Chor-Ensemble Dana, mit dem er unter anderem im Warschauer Theater Qui pro quo auftrat. Im Juli 1929 sang Fogg mit dem Ensemble seine erste Platte ein, im März 1930 folgte seine erste Solo-Plattenaufnahme. Die Gruppe, die neben Jazz-Bearbeitungen u. a. auch Volksliedbearbeitungen darbot, errang weltweite Popularität: 1931 trat sie im Berliner Varieté Scala auf, außerdem führten sie Gastspielreisen nach Estland, Lettland, Norwegen, Österreich, Italien, Frankreich, in die Tschechoslowakei, die UdSSR sowie die USA.
In den 1930er Jahren trat Fogg verstärkt als Solist in Kabaretts und Revuen sowie im Radio in Erscheinung, wo er mit einprägsamen Melodien und sentimentalen Texten über Liebe und Heimat rasch ein Star wurde. In dieser Zeit nahm er bis zu 150 Lieder jährlich auf Schallplatte auf. Seine Aufnahme von „To ostatnia niedziela“ verkaufte sich über 100.000 Mal und war im Vorkriegspolen ein unerreichter Verkaufsrekord. Im Jahr 1938 verließ er das Dana-Ensemble, um sich ganz auf seine Solo-Karriere zu konzentrieren. Im Oktober dieses Jahres startete er in den Vereinigten Staaten von Amerika eine Solo-Tournee, die 14 Wochen dauerte und teilweise von der NBC im Radio landesweit ausgestrahlt wurden. In den USA sang er Schallplatten beim renommierten Label RCA Victor ein. 1939 trat er als erster Pole im Fernsehen auf, als er in London eine Studio-Vorstellung gab.
Zu Beginn des Zweiten Weltkriegs trat Fogg vor der polnischen Armee, die gegen Hitler-Deutschland kämpfte, sowie (solange es noch in Betrieb war) im polnischen Radio auf. Während der Deutschen Besetzung Polens 1939–1945 versuchte er anfangs, in Revuen und Cafés zu singen, doch stellte er diese Versuche ein, nachdem ihm klar geworden war, dass er unter Beobachtung der Gestapo stand. Anschließend arbeitete er als Kellner und schloss sich der Heimatarmee an. Im Warschauer Aufstand 1944 kämpfte er nicht nur mit der Waffe in der Hand gegen die Deutschen, sondern gab auch eine Vielzahl von Konzerten in den Stellungen, Krankenhäusern und auf den Barrikaden der umkämpften Hauptstadt. In den Kämpfen wurde er mehrfach verwundet.
Fogg rettete mehreren befreundeten Juden während der Besatzungszeit das Leben, indem er ihnen in seiner Wohnung Unterschlupf bot und gefälschte Reisepapiere besorgte. Die Gedenkstätte Yad Vashem hat ihn deshalb 1989 in ihre Liste der Gerechten unter den Völkern aufgenommen.
Seinem Ruhm als einem der bekanntesten polnischen Künstler konnten auch die Kommunisten nichts anhaben, die ihm anfangs sogar das Betreiben eines eigenen Cafés und eigener Plattenlabels gestatteten. Fogg trat in vielen Ländern mit seinen Liedern auf, unter anderem in Amerika, Deutschland, Schweden, Frankreich und Australien. Im Jahre 1980 spielte er in der bekannten Fernsehserie Dom (Das Haus) sich selbst. Ein Jahr später spielte er in dem Film Miłość ci wszystko wybaczy (Die Liebe wird dir alles verzeihen) mit, der das Leben der Schauspielerin Hanka Ordonówna nachzeichnete.
Seine Erinnerungen erschienen im Jahre 1971 unter dem Titel Od palanta do belcanta.

## Die bekanntesten Lieder von Mieczysław Fogg
- To ostatnia niedziela – Das ist der letzte Sonntag
- Warszawska piosenka – Warschauer Lied

- W małym kinie – In einem kleinen Kino
- Tango milonga